# Corytophanes
Corytophanes es un género de lagartos neotropicales. Existen actualmente tres especies reconocidas.

## Clasificación
Género Corytophanes
- Corytophanes cristatus - Turipache cabeza lisa, cutete de montaña, cutete de hacienda, perrozompopo
- Corytophanes hernandezi - Turipache de Hernández
- Corytophanes percarinatus - Turipache aquillado